# Oqdaryo (Bezirk)

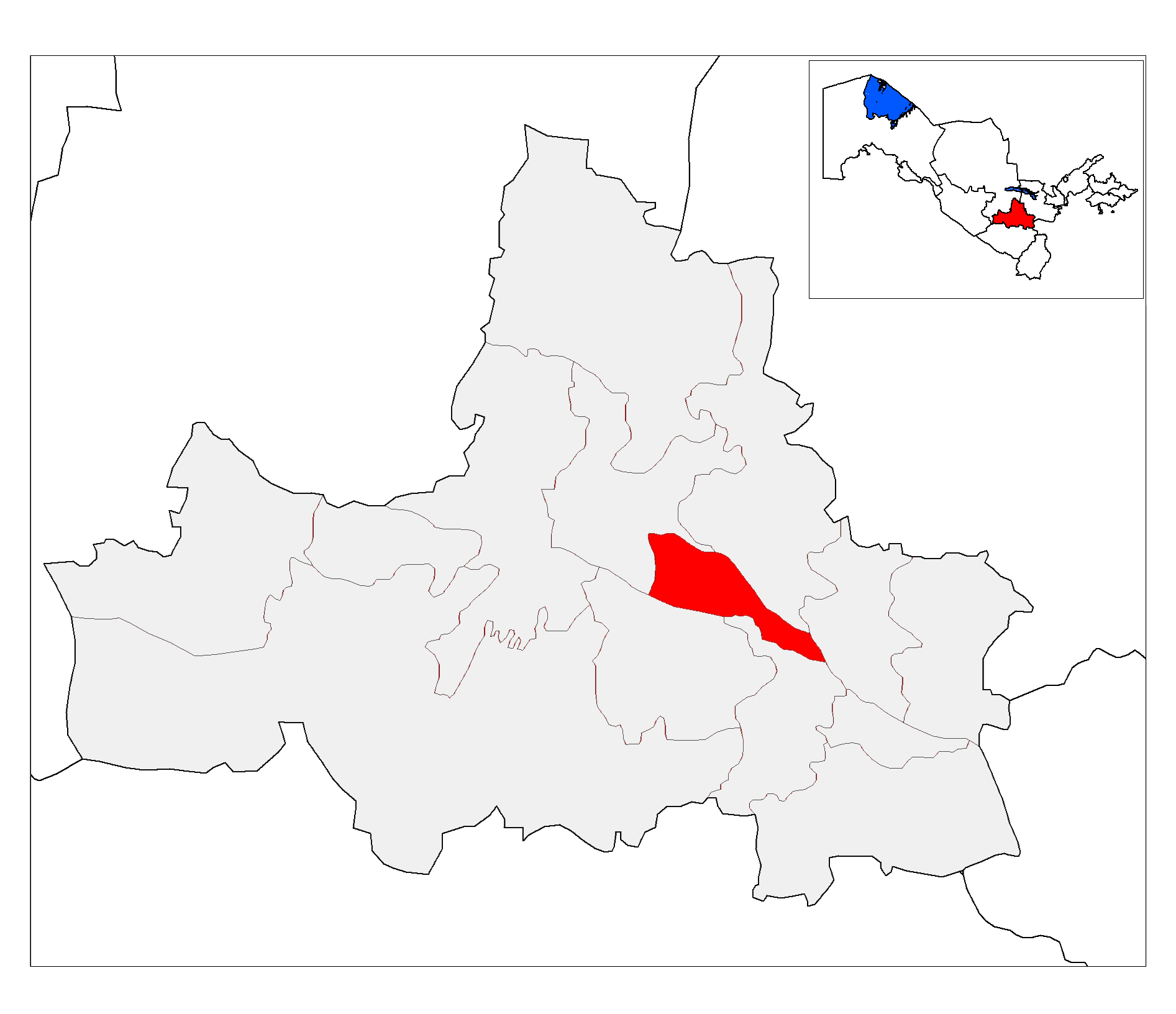
Lage des Bezirks in der Viloyat Samarqand

Der Bezirk Oqdaryo ist ein Bezirk in der usbekischen Viloyat Samarqand. Die Hauptstadt ist die Siedlung städtischen Typs Loyish. Der Bezirk ist 390 km2 groß und hat 161.700 Einwohner (Schätzung 2021).

## Gliederung
Der Bezirk ist in 6 Landgemeinden und 10 Siedlungen städtischen Typs untergliedert. Die Siedlungen städtischen Typs sind Loyish, Dahbed, Avazali, Bolta, Qirqdarxon, Kumushkent, Oytamgʻali, Oqdaryo, Yangiqoʻrgʻon und Yangiobod. Die 6 Landgemeinden sind:
- Zarafshon
- Qorateri
- A. Navoiy
- Primkent
- Yangikent
- Yangiqoʻrgʻon